# Ipsilon Networks
Ipsilon Networks - компания, специализировавшаяся на компьютерных сетях и коммутации IP.
Компания Ipsilon Networks была первопроходцем в развитии коммутации IP (Internet Protocol switching), технологии, которая осуществляет высокоскоростную маршрутизацию IP поверх сетей ATM. Это был вызов компании-гиганту Cisco, лидеру на рынке маршрутизаторов. Этим шагом компания Ipsilon Networks сыграла важную роль  во введении коммутации по меткам (Label switching). Коммутация по меткам, введенная тогда компанией Cisco Systems как тег переключения, была технологией, которая в конечном итоге была стандартизированна IETF как MPLS. MPLS таким образом стал убийцей Ipsilon Networks. Компании не удалось достичь доли рынка, на которую они надеялись  и в конечном итоге она была приобретена компанией Nokia за 120 миллионов долларов в 1997 году.
Компанией был разработан протокол IFMP, позволяющий узлу инструктировать смежный узел, чтобы тот присоединил метку 2-го уровня (модели OSI) к указанному IP-потоку . Также компания разработала протокол GSMP для контроля за коммутатором ATM.

## Награды и достижения
- Grand Winner Best of Show award (1996) за IP-коммутатор ATM1600
- ATM1600 назван журналом Information Week одним из самых значительных продуктов 1996 г.
- ATM1600 получил звание «Hot Product» (1997) от Data Communications
- EMAP Computing Networking Industry Award (1997) в категории «Коммутатор года» за коммутатор FAS1200[8]